# Unguiblossia
Genre
Unguiblossia est un genre de solifuges de la famille des Melanoblossiidae.

## Distribution
Les espèces de ce genre sont endémiques de Namibie.

## Liste des espèces
Selon Solifuges of the World (version 1.0) :
- Unguiblossia cauduliger Lawrence, 1967
- Unguiblossia eberlanzi Roewer, 1941

## Publication originale
- Roewer, 1941 : Solifugen 1934-1940. Veröffentlichungen aus dem Deutschen Kolonial und Uebersee-Museum in Bremen, vol. 3, no 2, p. 97-192 (texte intégral).